# Soltan Mohammad

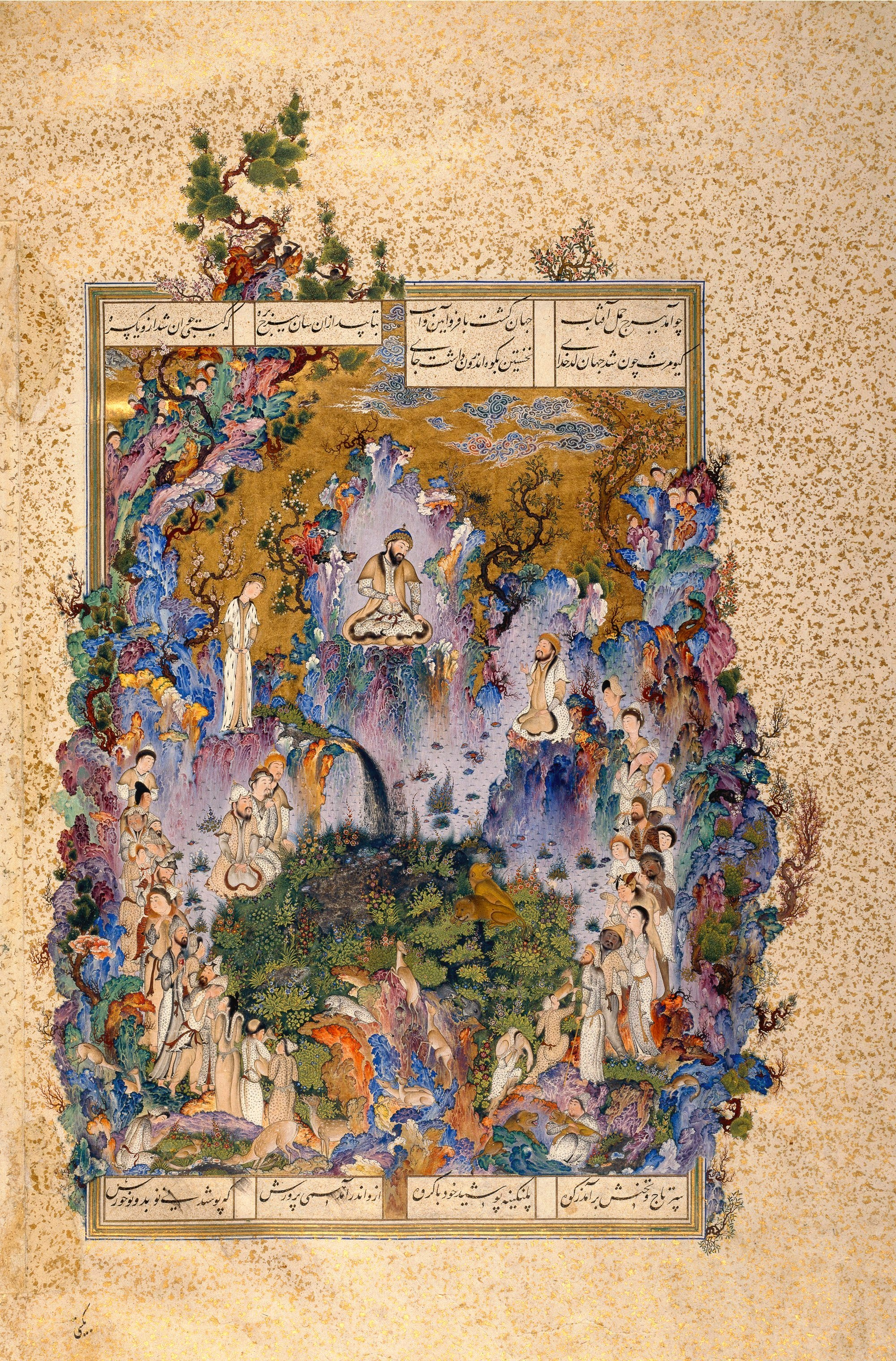
Dwór Gajomarsa (atrybucja), miniatura z Szahname szacha Tahmaspa, ok. 1524–1529. Muzeum Agi Chana

Soltan Mohammad, pers. سلطان محمد (również: Soltan Mohammad Tebrizi albo Eraghi), floruit ok. 1505–1550 w Tebrizie – irański malarz związany z dworem szacha Esma’ila I (1501–1522) i jego syna Tahmaspa (1522–1576).
Według Kadi Ahmeda (zm. ok. 1606) urodził się w Tebrizie, gdzie odebrał wykształcenie jako malarz, by następnie pracować w królewskim skryptorium. Ten sam autor twierdzi, że sam szach Tahmasp uczył się malarstwa pod jego okiem, zaś po śmierci Behzada Soltan Mohammad został szefem królewskiego skryptorium. Najwcześniejsza przypisywana mu miniatura to Śpiący Rostam (zobacz ilustracja) wykonany na potrzeby nieukończonej kopii Szahname zleconej przez Esma’ila I. Podczas gdy Rostam śpi pogrążony w krainie marzeń, odizolowany wieńcem zielono–żółtej roślinności, w prawym dolnym rogu obrazu jego wierny wierzchowiec Rachsz walczy z lwem. Miniaturę charakteryzuje żywość barw, pewny rysunek i świetna kompozycja, lecz brak ramek wokół poszczególnych kolumn tekstu oraz między wersami a ilustracją świadczą o tym, że prac nad rękopisem nigdy nie ukończono.
Jego najsłynniejszy obraz i „zdaniem wielu znawców najwybitniejsza ze wszystkich perskich ilustracji rękopiśmiennych w ogóle” to Dwór Gajomarsa z Szahname szacha Tahmaspa, wykonanej w latach 1525–1535. Już Dust Mohammad (zm. ok. 1564), który uważał Soltana Mohammada za najwybitniejszego malarza pracującego dla Tahmaspa, wskazywał na Dwór Gajomarsa jako na jego najważniejszy tytuł do sławy (to właśnie dzięki Dust Mohammadowi wiemy, iż to Soltan Mohammad jest autorem tej miniatury). Na obrazie mityczny pierwszy władca Iranu, Gajomars, roztacza swe panowanie ze szczytu góry, poniżej której znajdują się ludzie i zwierzęta, w obecności Gajomarsa potulne niczym baranki. Szach spogląda ze smutkiem na klęczącego po jego prawej stronie syna Sijamaka, który zginie w bitwie z czarnym dewem. Naprzeciw Sijamaka stoi jego syn, Huszang, który pomści śmierć ojca i obroni irański tron. Obraz jest przykładem mistrzowskiej kompozycji, skupiającej uwagę widza na znajdującym się w jej szczytowym punkcie Gajomarsie, przy czym duża liczba przedstawionych postaci nie przeszkodziła malarzowi w nadaniu każdej z nich jakiegoś indywidualnego rysu. Jest to szczytowe osiągnięcie turkmeńskiego stylu z Tebrizu, przy czym pejzaż powiela wiele elementów ze Śpiącego Rostama, z bujną zielono–żółtą szatą roślinną, utkanymi kwieciem drzewami na tle złotego nieba i chińskimi chmurkami, oraz pokrytymi tu i ówdzie kępkami traw formacjami skalnymi mieniącymi się jaskrawszymi barwami i przybierającymi jeszcze bardziej fantastyczne kształty. Ta pełna szczegółów, jeśli nie wręcz zatłoczona kompozycja, posiada jednocześnie przejrzystą strukturę, jak i wyraźnie wyodrębnione poszczególne elementy. Na podstawie podobieństwa do Dworu Gajomarsa Soltanowi Mohammadowi przypisuje się również inne miniatury z Szahname szacha Tahmaspa, takie jak Uczta Sade (zobacz ilustracja) i Tahmuras pokonujący dewy (oba w Metropolitan Museum of Art) oraz Huszang zabijający białego dewa (kolekcja prywatna).

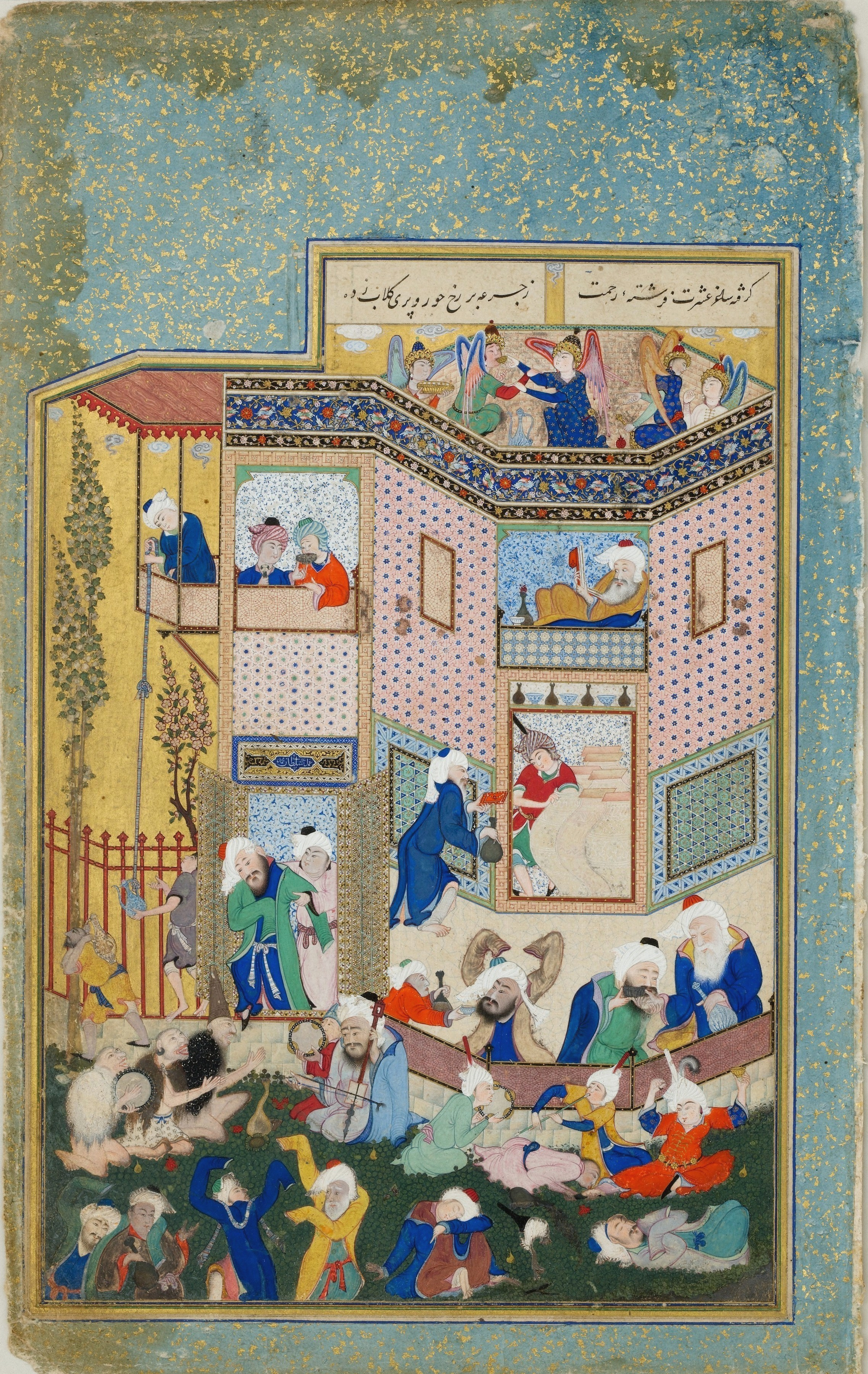
Alegoria pijaństwa, miniatura z kopii dywanu Hafeza sporządzonej dla Sama Mirzy, ok. 1531–1533. Sygnatura artysty („dzieło Soltana Mohammada”) została umieszczona na polu dekoracyjnym powyżej drzwi. Wspólna własność Metropolitan Museum of Art i Harvard Art Museums

Dwie sygnowane przez niego miniatury, Alegoria pijaństwa (zobacz ilustracja) i Święto Id, znalazły się w kopii dywanu Hafeza sporządzonej dla brata Tahmaspa, Sama Mirzy. Styl tych miniatur różni się znacząco od tych z Szahname szacha Tahmaspa. W obu przypadkach to architektura tworzy strukturę i jednoczy kompozycję, co było częstym zabiegiem w perskim malarstwie, kojarzonym zwłaszcza z Behzadem. W Alegorii pijaństwa forma architektoniczna winiarni dyktuje układ kompozycji, pejzaż jest ograniczony do minimum, zaś poszczególne postaci różnią się od siebie gestami i rysami twarzy, a zarazem łączą spojrzeniami, tworząc małe scenki rodzajowe. W górnym oknie leży rozwalony poeta o pijanym wzroku, podczas gdy na dachu alkohol piją aniołowie. Słaniający się na nogach klient wchodzi do środka, a spragniony młodzieniec wciąga na balkon pełen dzban. W ogrodzie przed winiarnią sportretowani są pijani dworzanie i sufi tańczący do dźwięków muzyki grupki grajków i bębenka trzech wędrownych derwiszy. Wszystkie postaci tej miniatury łączy akt picia i jego efekt, dla Hafeza będący alegorią poetyckiego natchnienia. Pomimo wszelkich różnic z wcześniejszą grupą miniatur widać podobne potraktowanie anatomii oraz niezwykłą różnorodność postaci, zaś wpływ Behzada nie zmienia faktu, że malarz pozostał wierny palecie barw opierającej się na kilku podstawowych kolorach, niebieskim, czerwonym, żółtym i zielonym, charakterystycznej dla szkoły turkmeńskiej. Kontrast z miniaturami sporządzonymi dla tego samego rękopisu przez wywodzącego się z Heratu Szejchzade, który hołduje stonowanej, subtelnej kolorystyce, jest aż nadto widoczny.
Ostatni królewski rękopis z którym związane jest imię Soltana Mohammada to kopia Chamsy Nezamiego sporządzona w latach 1539–1543. Na jedenastu z jej czternastu miniatur bibliotekarz dodał adnotacje, łączące je z konkretnymi artystami, przy czym dwie, Bahram polujący na lwa oraz Chosrow spotyka kąpiącą się Szirin (zobacz ilustracja), zostały przypisane Soltanowi Mohammadowi. Są to dwie bardziej staromodne miniatury z tego rękopisu, „ale nie o jakości sugerującej artystę Hafeza Sama Mirzy”. Twarz Szirin ma bardziej zindywidualizowany charakter niż ma to zazwyczaj miejsce w tym manuskrypcie, lub w ogóle w przypadku twarzy kobiet, przy czym ma ona rysy mongoloidalne. Kolejnym wskazującym na geniusz artysty zabiegiem jest fakt, iż jej koń, Szabdia, jest przedstawiony jako odwracający głowę i rżący, by ostrzec księżniczkę o obecności obcego, lub by przywitać ogiera Chosrowa. Miniatura przedstawiająca scenę polowania posiada znacznie zwyczajniejszą kompozycję i prezentuje raczej rzemieślniczą sprawność, niż wielką artystyczną siłę.
Soltan Mohammad kojarzony jest również z początkami malowania opraw laką, co wiąże się w szczególności z przypisywaniem mu oprawy wspomnianego powyżej rękopisu dywanu Hafeza (zobacz ilustracja). W rzeczywistości mógł ją jednak wykonać jego syn Mohammad Beg, który według Mustafy Alego miał celować w tego rodzaju sztuce, albo oprawa została wykonana wspólnie przez ojca i syna. Mohammad Beg jest wspominany tylko przez Mustafę Alego. Znacznie sławniejszym synem Soltana Mohammada był Mirza Ali, który podobnie jak on miał pracować jako malarz w królewskim skryptorium. Tak samo jak Behzad Soltan Mohammad został pochowany nieopodal grobowca Kamala Chudżandiego w Tebrizie.

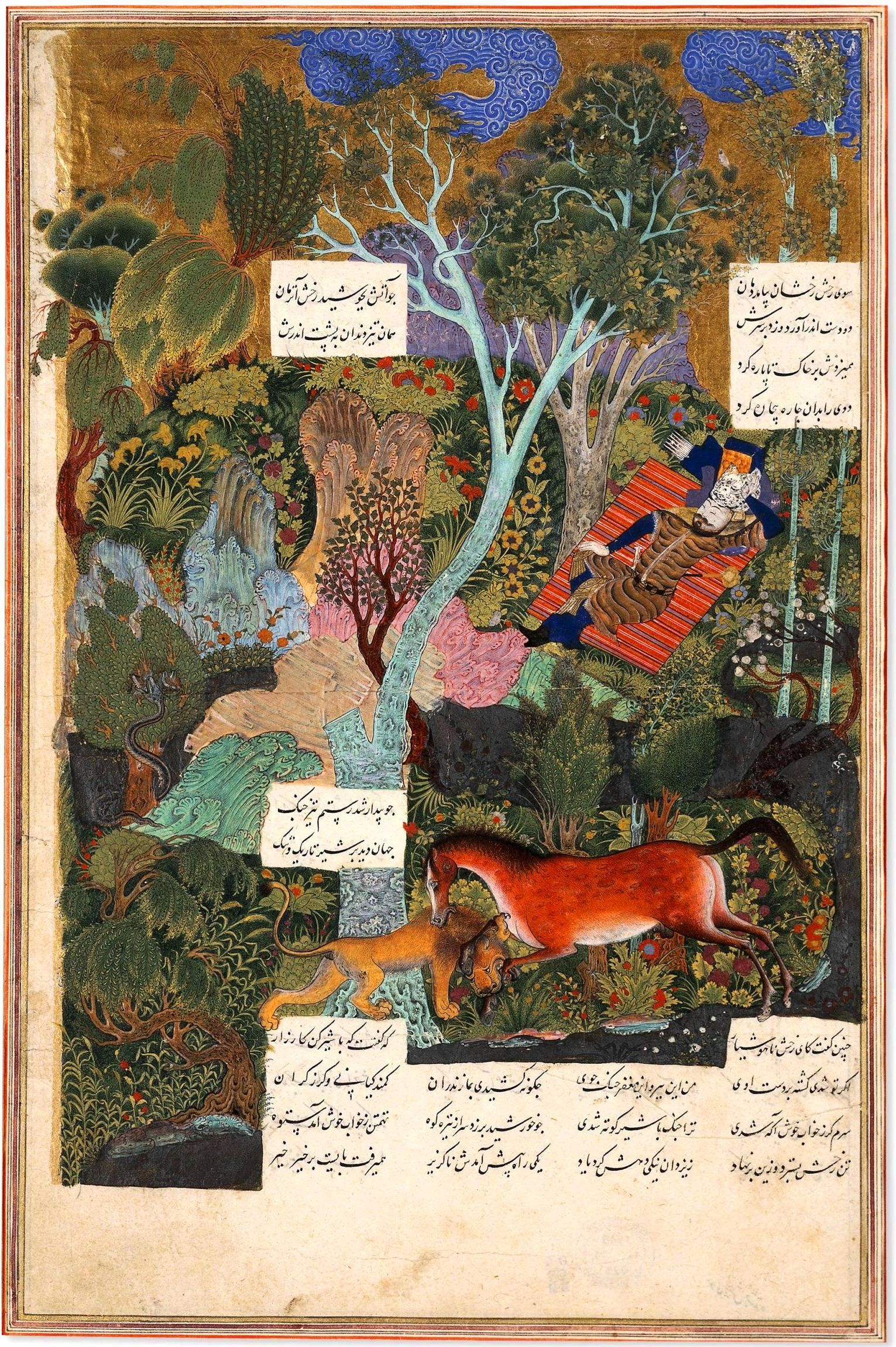
Śpiący Rostam (atrybucja), miniatura wykonana do nieukończonej kopii Szahname zleconej przez Esma’ila I, ok. 1515–1522. Muzeum Brytyjskie
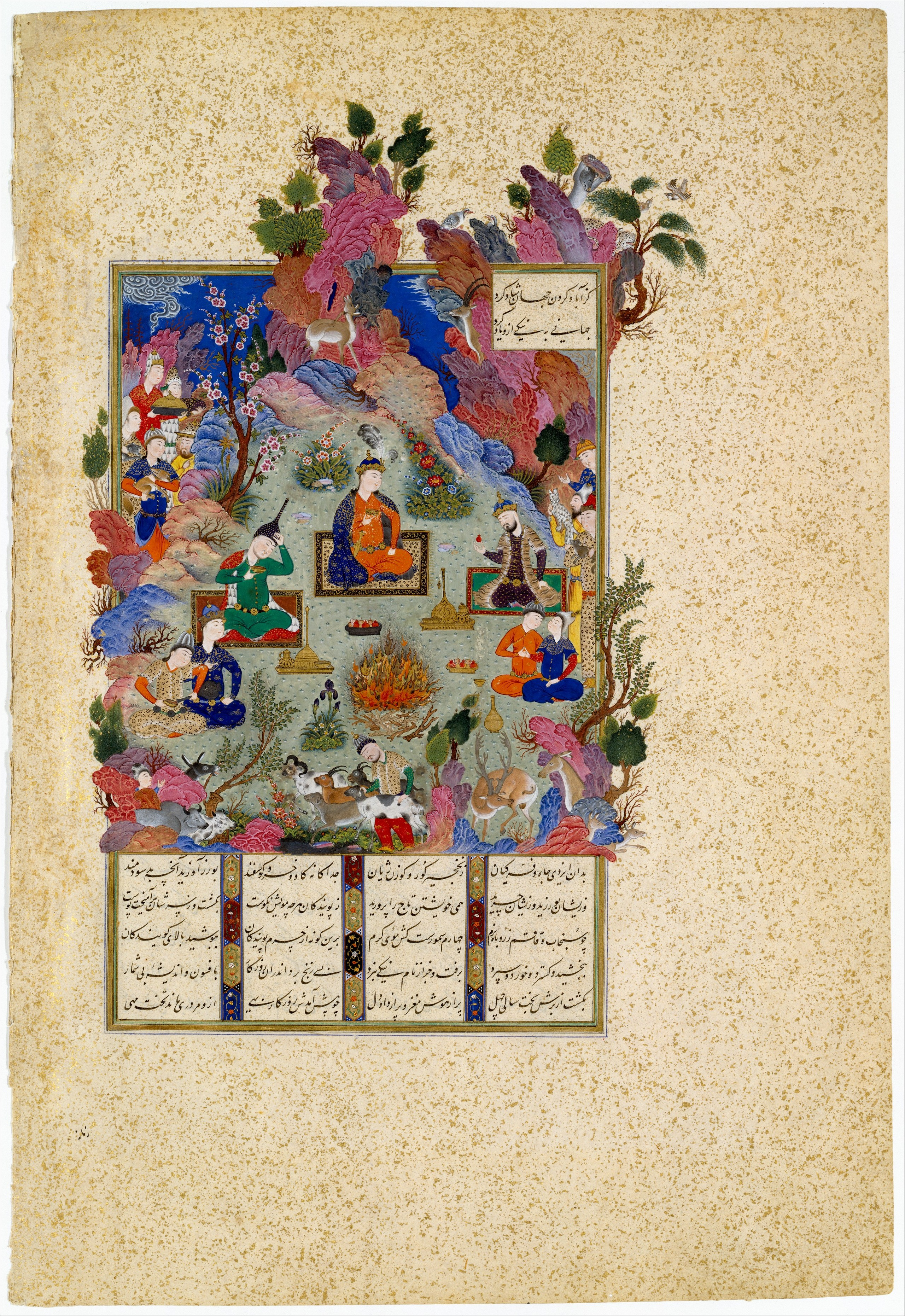
Uczta Sade (atrybucja), miniatura z Szahname szacha Tahmaspa, ok. 1524–1529. Metropolitan Museum of Art
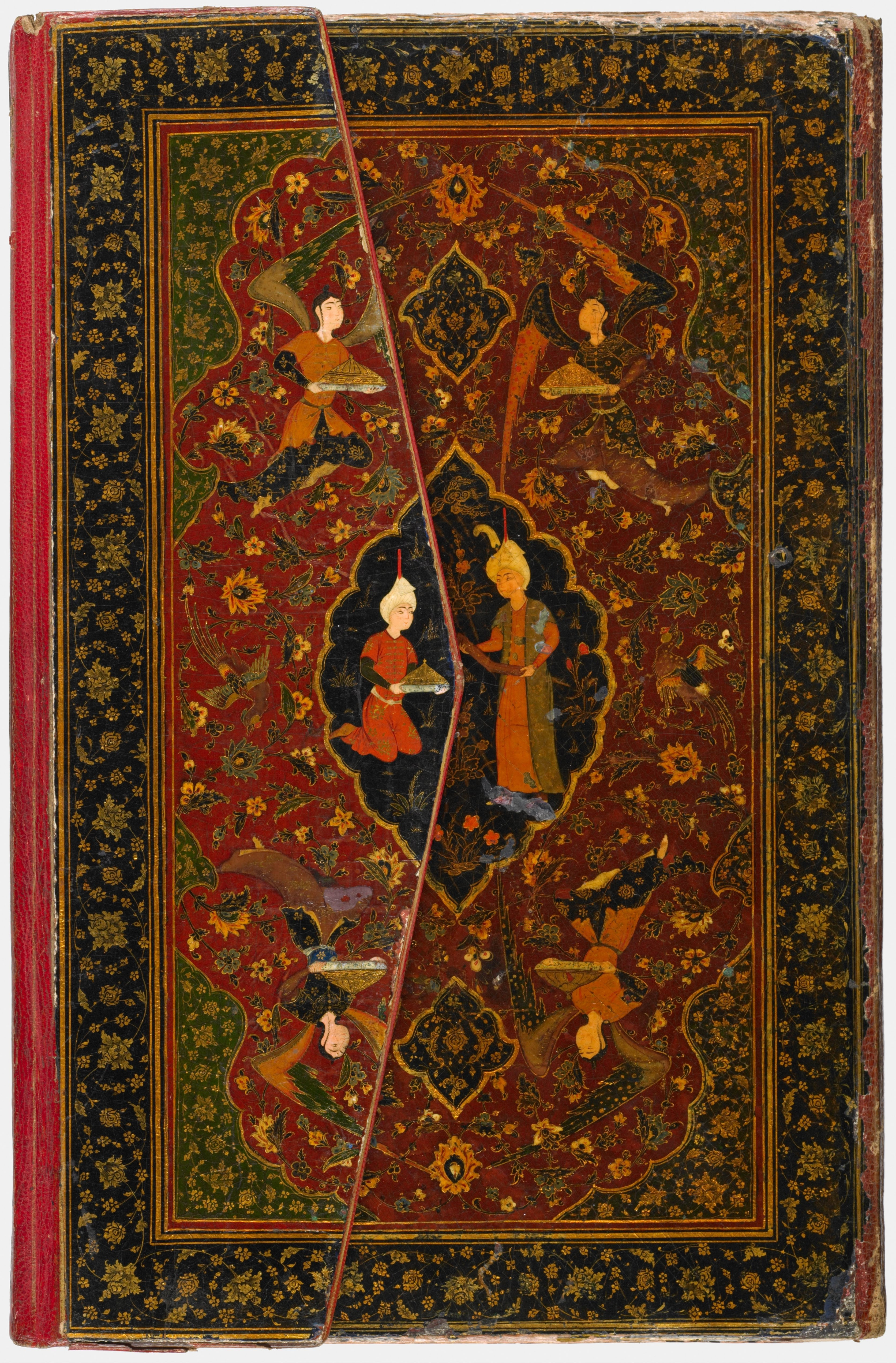
Oprawa malowana laką wykonana przez Soltana Mohammada lub jego syna Mohammada Bega (albo wspólnie ojca i syna) dla kopii dywanu Hafeza sporządzonej dla Sama Mirzy[11], ok. 1531–1533. Harvard Art Museums
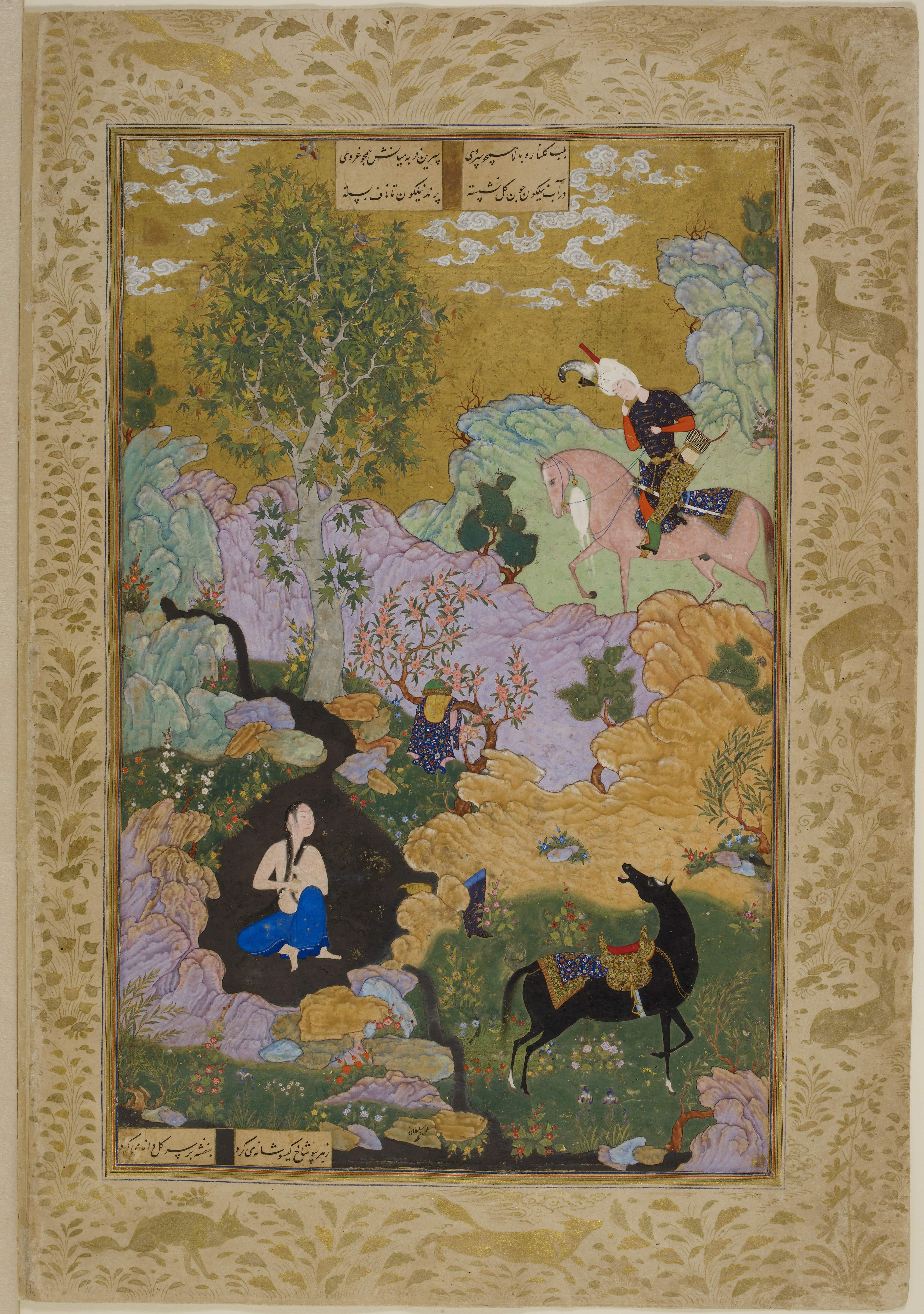
Chosrow spotyka kąpiącą się Szirin (atrybucja), miniatura z kopii Chamsy Nezamiego sporządzonej dla Tahmaspa w latach 1539–1543. Biblioteka Brytyjska